# Paraphidippus fuscipes
Paraphidippus fuscipes là một loài nhện trong họ Salticidae.
Loài này thuộc chi Paraphidippus. Paraphidippus fuscipes được Carl Ludwig Koch miêu tả năm 1846.